# Solaris (1968.)
Solaris (rus. "Солярис") - sovjetski televizijski film u dva dijela snimljen prema istoimenom romanu Stanisława Lema.
Proizvodnja: Glavna redakcija književno-dramskog programa Centralne televizije (Gosteleradio SSSR), 1968.

## Uloge
- Vasilij Lanovoj - psiholog Kris Kelvin
- Vladimir Etuš - kibernetičar Snaut
- Antonina Piljus - Kelvinova žena Harey
- Viktor Zozulin - fizičar Sartorius
- Anatolij Kacynskij (sporedna uloga)
- Vjačeslav Dugin (sporedna uloga)

## Vanjske poveznice
- Solaris na Kino Teatr
- Solaris na Kino Poisk